# District de Kaisō
Le district de Kaisō (海草郡, Kaisō-gun) est un district de la préfecture de Wakayama, au Japon.

## Géographie

### Démographie
Au 1er décembre 2014, la population du district de Kaisō était de 9 405 habitants répartis sur une superficie de 128,31 km2.

### Municipalité du district
- Kimino